# Дюамель, Жан-Мари Констан
Жан-Мари Дюаме́ль (фр. Jean-Marie Duhamel; 5 февраля 1797, Сен-Мало — 29 апреля 1872, Париж) — французский математик.

## Биография
В 1816 году был принят в Политехническую школу, но по политическим обстоятельствам не кончил там курса; по той же причине Дюамель должен был оставить и другое учебное заведение (École de droit в Ренне); вернувшись в Париж, он посвятил себя главным образом педагогической деятельности, сначала в качестве преподавателя в средних учебных заведениях, а затем репетитора и профессора в Политехнической школе с 1834 года и профессора в Сорбонне; кафедру в школе он оставил лишь незадолго до своей смерти.
Собственные свои исследования Дюамель сосредоточивал главным образом на математической физике; он много работал вместе с французскими физиками Рено и Саваром и знаменитым Фурье, ему принадлежит весьма полная теория смычка, и, по заявлению физика Жамена, наука обязана Дюамелю первым указанием на существование в звучащем теле вместе с главным тоном дополнительных тонов (обертонов, гармоник) — открытие, которое обыкновенно приписывается всецело Гельмгольцу. За эти работы Дюамель был избран в 1840 году членом Французской академии наук на место Пуассона.
Главная заслуга Дюамеля, однако, заключается в тех существенных улучшениях, которые введены им в изложение оснований анализа бесконечно малых.
В изданном им в 1840—1841 годах курсе «Cours d’analyse de l'École polytechnique» (2-е изд. озаглавлено: «Eléments de calcul infinitésimal») впервые эти начала изложены с той точностью, строгостью и ясностью, с какой представляются они в настоящее время. Оказывая, по заявлениям его учеников, громадное влияние на слушателей своими лекциями, Дюамель много способствовал тому изяществу и точности, которым отличается изложение большинства выдающихся современных французских математиков. Названный выше курс его имел несколько изданий во Франции и переводы на русский и немецкий языки.
Вместе с курсом анализа Дюамель издал «Cours de mécanique» (1845—1846), отличавшийся теми же достоинствами.
В заключение своей продолжительной педагогической деятельности Дюамель, уже незадолго до смерти, выпустил ещё обширное сочинение «Des Méthodes dans les sciences du raisonnement» (1866—1872), также обратившее на себя общее внимание.
Дюамелю принадлежит немало работ по механике и математической физике. Статьи его по теории распространения тепла, о колебаниях частиц материальных систем, о колебаниях гибкой нити и т. п. начали появляться с 1832 года, сначала в журнале Политехнической школы, затем в журнале Лиувилля, в «Mémoires des savants étrangers», в «Comptes rendus». Одна из замечательных статей его, «Mémoire sur le calcul des actions moléculaire développées par les changements de tempé rature dans les corps solides», помещённая в «Mémoires présentées… par div. sav. à l’Ac ad. des sciences.» (T. V., 1838), заключает в себе вывод уравнений упругости, принимая в расчёт изменения температуры с применениями к разным частным случаям.

## Публикации
- Методы Умозрительных Наук. Сочинение Дюгамеля. Перевод с французского. П.А. Хлебникова. — Санкт-Петербург: Издание Н.Л. Тиблена, 1867. — 110 стр.
- Дюгамель Ж.М.К. Методы умозрительных наук. Пер. с фр.Изд.стереотип. URSS. 2015. 112 с. ISBN 978-5-396-00692-8.Серия: Из наследия мировой философской мысли: логика
- Problèmes et développements sur diverses parties des mathématiques (1823) (avec Reynaud)
- Cours d’analyse de l'École polytechnique (1840—1841, 2 vol.)
- Cours de mécanique de l'École polytechnique (1845—1846, 2 vol.)
- Eléments de calcul infinitésimal (1860)
- Mémoire sur la méthode des maxima et minima de Fermat et sur les méthodes des tangentes de Fermat et Descartes, Paris, Firmin-Didot (1860)
- Des Méthodes dans les sciences du raisonnement (1866—1872, 5 vol.)
- articles et mémoires dans le Journal de l'École polytechnique (1832—1840)
- contributions au Journal de Mathématiques Pures et Appliquées de Joseph Liouville (1839—1856)
- contributions dans les Mémoires des savants étrangers (1834—1843)
- Comptes rendus de l’Académie des sciences (1836—1866)